# Sarinha, a Bombinha
Sarinha, a Bombinha é um romance infanto-juvenil de Miguel M. Abrahão publicado em 1985 no Brasil 

## Sinopse
Sarinha, a personagem-título, é uma bombinha fabricada pelos alemães no ano de 1912, às vésperas da 1ª Guerra Mundial. Acreditando que as bombas têm como destino a glória e a imortalidade deseja, o quanto antes, partir para os campos de batalha onde poderá mostrar seu poder de destruir e usufruir da admiração e respeito dos homens. Porém, quando se defronta com a realidade das batalhas, percebe o quanto se enganara e quão tola era. Sequestrada por espiões franceses, Sarinha é levada para a França e submetida a avaliação por especialistas em armas. Uma vez lá, conhece e se apaixona pela bombinha francesa Philippe. O ídilio do casal é prejudicado por preconceitos e rivalidades e, como em Romeu e Julieta, terão que enfrentar tudo e todos para se manterem unidos. O início da Grande Guerra separa o casal e ambos se vêem inimigos e de lados opostos. Nesse momento, Sarinha, a bombinha passa a refletir sobre a insensatez das batalhas e de sua própria existência, enquanto aguarda o momento em que deverá explodir, não mais para a glória dos heróis e sim para o esquecimento e a infelicidade. Numa trama bem urdida marcada pelas vilanias do desprezível Franz, bomba alemã e apaixonado por ela, o romance acaba por se constituir numa metáfora onde o autor disseca as origens, o desenvolvimento e os resultados da 1ª Guerra Mundial, dando informações relevantes como os motivos do conflito iniciado em 1914, as batalhas principais, as figuras ilustres envolvidas, concluindo que as lutas armadas, as ambições e rancores humanos são sentimentos desprezíveis e somente no amor podemos encontrar a salvação da espécie humana.